# Anderson (California)
Anderson es una ciudad en el Condado de Shasta, California, Estados Unidos, aproximadamente a 16 kilómetros de Redding. Según el censo del año 2010, la población era de 9932 habitantes. Hacia el año 2007, la población era de 10 580. Se encuentra sobre la orilla derecha del curso alto del río Sacramento, el principal río del norte del estado.

## Geografía

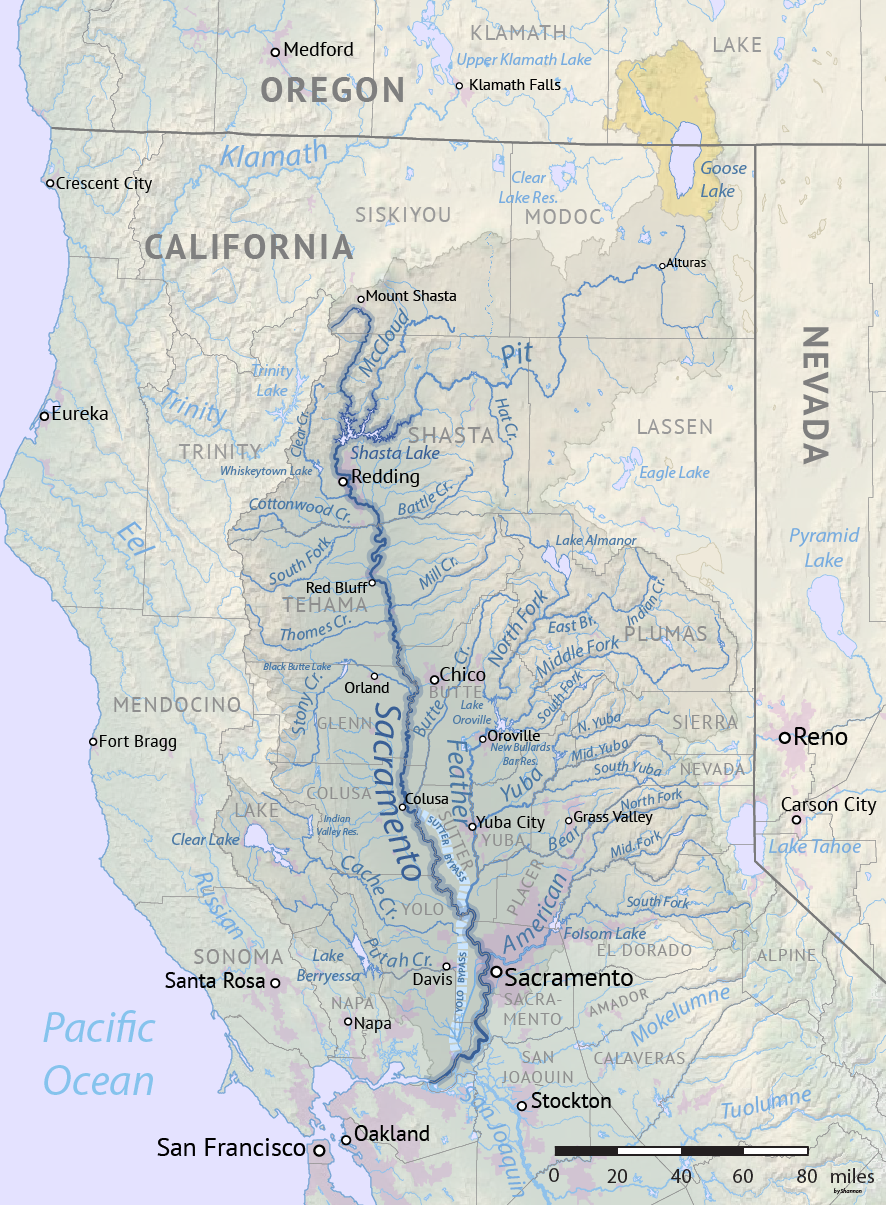
Mapa de la cuenca del río Sacramento en el que aparece arriba la ciudad de Anderson

Anderson se encuentra ubicada en las coordenadas 40°27′08″N 122°17′48″O / 40.452092, -122.296560.
De acuerdo a la Oficina del Censo, la ciudad tiene un área total de 17 km², de la cual 16,5 km² es tierra y 0,4 km² (2,44%) es agua.

## Demografía
Los ingresos medios por hogar en la localidad eran $24.558, y los ingresos medios por familia eran $29.259. Los hombres tenían unos ingresos medios de $28.074 frente a los $20.745 para las mujeres. La renta per cápita para la localidad era de $11.744. Alrededor del 28,3% de la población estaban por debajo del umbral de pobreza.